# Distretto di Maseru
Maseru è uno dei 10 distretti che costituiscono il Lesotho.

## Circoscrizioni e Comunità
Il distretto consta di 18 circoscrizioni e 23 comunità:

### Circoscrizioni
- Abia
- Koro-Koro
- Lithabaneng
- Lithoteng
- Maama
- Mabote
- Machache
- Makhaleng
- 'Maletsunyane
- Maseru Central
- Matsieng
- Motimposo
- Qeme
- Qoaling
- Rothe
- Stadium Area
- Thaba-Bosiu
- Thaba-Putsoa

### Comunità
- Abia
- Likalaneng
- Lilala
- Lithabaneng
- Lithoteng
- Mabote
- Makheka
- Makhoarane
- Makkhalaneng
- Makolopetsane
- Manonyane
- Maseru Central
- Mazenod
- Mohlakeng
- Motimposo
- Nyakosoba
- Qiloane
- Qoaling
- Ratau
- Ribaneng
- Semonkong
- Stadium Area
- Telle

## Principali città del distretto
- Maseru
- Roma